# Partícula composta
Uma partícula composta é um conjunto de partículas mais elementares que formam juntas um estado ligado estável.
O conceito é interessante porque as chamadas partículas compostas a baixas energias ou a escalas de distância grandes comparadas com a região típica ocupada pelas partículas constituintes podem ser modeladas consideravelmente bem como se fossem uma partícula indivisível.